# Metallyra rufobrunnea
Metallyra rufobrunnea är en skalbaggsart som beskrevs av Karl Adlbauer 2007. Metallyra rufobrunnea ingår i släktet Metallyra och familjen långhorningar. Inga underarter finns listade i Catalogue of Life.